# Mardi ibne Ali de Tarso
Mardi ibne Ali de Tarso, também chamado somente por Tarsusi, foi um escritor aiúbida do século XII especialista em assuntos militares. Ele escreveu diversos tratados, inclusive um manual militar para Saladino em 1187. Seus escritos se mostraram fundamentais para os historiadores militares que tratam do período.
O tratado mais conhecido é intitulado Tabsirat arbab al-albab fi kayfiyat al-najah fi al-hurub min al-anwa' wa-nashr a'lam al-a'lam fi al-'udad wa-al-alat al-mu'inah 'ala liqa' al-a'da'  ou "Informações para os inteligentes sobre como não se machucar em combate; e o desenrolar das bandeiras de instrução sobre os equipamentos e máquinas que ajudam nos encontros com os inimigos".

## Trabuco de contra-peso
O primeiro registro inequívoco escrito sobre o trabuco de contra-peso aparece na obra de Mardi, em seu manual de 1187. Ele descreveu um trabuco híbrido que ele diz ter o mesmo poder lançamento que uma máquina de tração puxada por cinquenta homens por causa da "constante força [da gravidade], enquanto que homens diferem em sua força de tração".
Em seu livro "Medieval Siege", Jim Bradbury cita muitas vezes Mardi sobre manganelas de diversos tipos, incluindo árabes, persas e turcas, descrevendo o que poderia ser um trabuco. O livro "On the Social Origins of Medieval Institutions" contém citações mais detalhadas por Mardi sobre vários tipos de trabucos.